# Főiskola
A főiskola a magyar oktatási rendszer felsőfokú intézménye, amely az egyetemek elméletközpontú képzésével szemben gyakorlatközpontúbb képzést ad.
Magyarországon a 2005-ben bevezetett angolszász jellegű bolognai rendszer bevezetésével az alapszintű (BSc és BA) képzést próbálják átvenni, amely után (komolyabb különbözeti vizsgák nélkül) az egyetemen folytatható az mesterképzés (MSc és MA) szintje.